# オンテックス・テクニカルスクール
オンテックス・テクニカルスクール (ONTEX TECHNICAL SCHOOL：OTS) は日本の住宅、ビル、マンションのリフォームを主な事業としている株式会社オンテックスが運営する認定職業訓練による職業能力開発校。

## 概要
2006年4月に技能士育成のため開校。
2008年3月には大阪府より認定職業訓練（普通職業訓練）として認定を受けたことにより、職業能力開発促進法第24条及び第25条に基づいて職業能力開発校として位置付けられた。同法第21条および第26条の2に基づき技能照査に合格することにより技能士補の称号が得られ、2級技能検定試験の全学科が免除される。
建物の外壁リフォームにおける技術と技能を育むとともに、専門知識やコンプライアンスを含めた社会人としてのルール・マナーなどを習得し、即戦力となる質の高い人材育成を目的として設立された。

## カリキュラム
- 基本講習
足場組み立て作業、養生作業、外装塗装工事、屋根塗装工事、コンプライアンスマナー講習など
- 多機能講習（能力・希望により選択可能）
防水塗装、板金塗装、左官工事、瓦葺き替え工事、シーリング工事、注入工事、有機溶剤塗装など

## アクセス
- 阪和自動車道 岸和田I・Cより3分
- 泉北高速鉄道 和泉中央駅下車 徒歩25分
- 和泉中央駅 南海バス5番乗り場 研究所行き「府立産技研前」で下車 北へ徒歩5分